# 中華科技輔具協會
中華科技輔具協會，簡稱輔具協會，成立於1992年是台灣民間公益團體。出有「科技輔具」會刊。
業務有協助經濟困難者申請捐贈輔具、銀髮族輔具宣導、輔具供應廠商協尋、輔具產品資訊提供、推動用戶間交流。